# St. Florian (Bad Bleiberg)

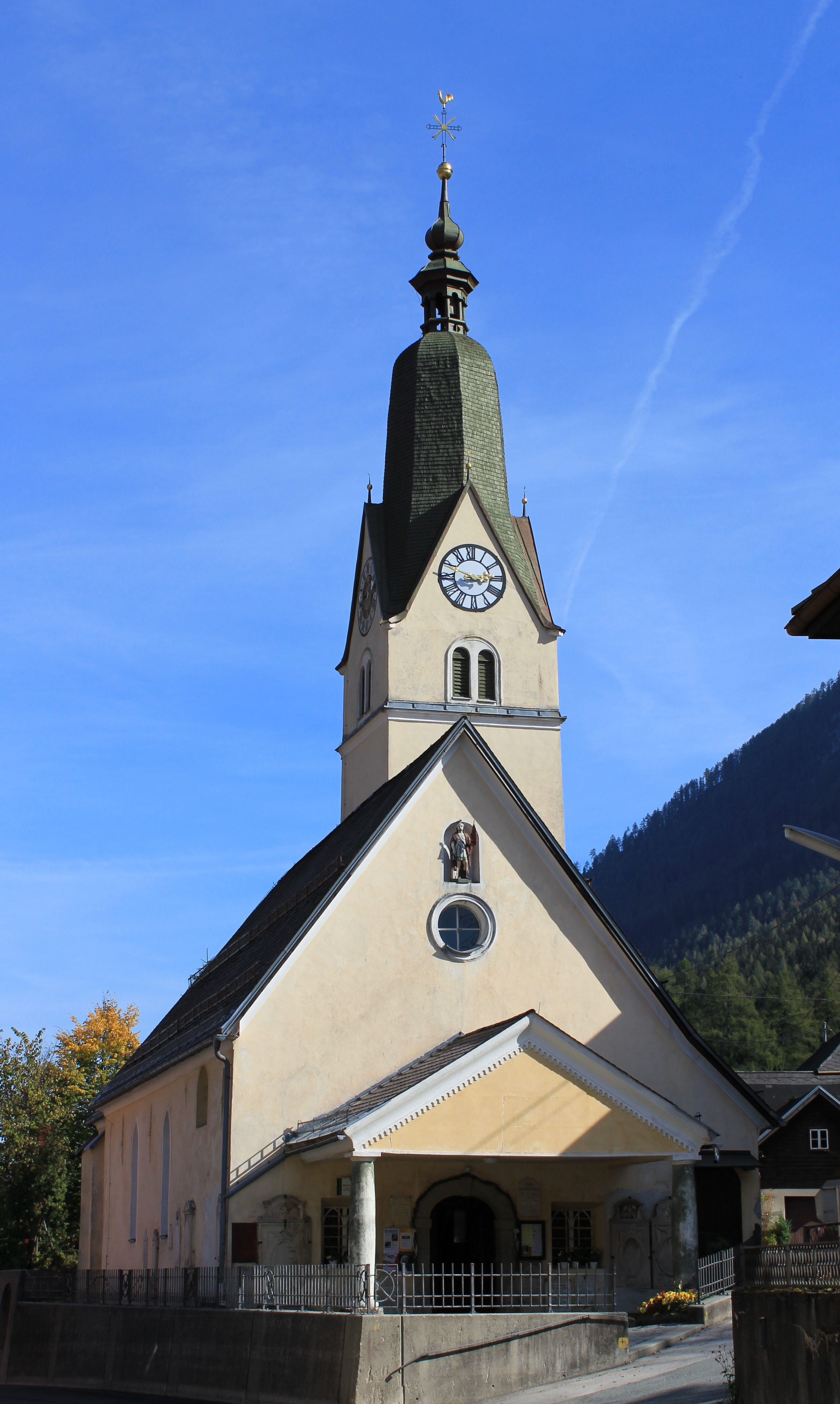
Pfarrkirche St. Florian in Bad Bleiberg

Die römisch-katholische Kirche St. Florian in Bad Bleiberg, Kärnten, ist dem Patrozinum des heiligen Florian unterstellt. Die barocke Pfarrkirche wurde vermutlich um 1663 errichtet. 1858/59 wurden bedeutende Renovierungen durchgeführt.

## Bauwerk
Das barocke Langhaus liegt etwas erhöht, parallel zur Straße mit einer breiten Westfassade und einem Satteldach. Im Osten schließt der Chor mit dem Turm, der im südlichen Chorwinkel steht. Der Turm hat Mauerschlitze, zweiteilige, rundbogige Schallfenster und wird von einer hohen, glockenförmigen Haube mit Spitzgiebeln und Laternchen bekrönt. Westlich vom Turm schließt die Sakristei an.
Der Chor mit Spitzbogenfenstern wird von einfachen Strebepfeilern gestützt. Das Langhaus besitzt einfache Spitzbogenfenster und zwei kleine Fenster in Emporenhöhe. Die giebelartige, breite Westfassade hat ein Rundfenster, darüber eine Nische, in der ein nachbarocker heiliger Florian steht. Das Vordach mit geschlossenem Giebel steht auf zwei gemauerten Säulen. Neben dem westlichen Rundbogenportal sind zwei Rechteckfenster. An der Außenmauer sind Grabsteine des 18. und 19. Jahrhunderts angebracht.
Das zweite, verkürzte Joch des dreieinhalb jochigen Langhauses hat eine Stichkappentonne, die anderen Joche sind kreuzgratgewölbt. Auf der Orgelempore, die auf vier zarten Holzsäulen ruht, steht eine um 1860 gefertigte Orgel. Der eingezogene, herabgezogene Triumphbogen verbindet das Langhaus mit dem Chor. Über dem zweijochigen Chor mit 3/8-Schluss spannt sich ein Stichkappengewölbe. Das rundbogige Portal an der Chorsüdwand führt in die kreuzgratgewölbte Sakristei.

## Ausstattung
Die ursprüngliche Form des Hauptaltars wurde bei der Restaurierung 1971/72 verändert und an die Seitenaltäre angepasst. Die Mitte des Altars bildet eine Kreuzigungsgruppe aus der Mitte des 18. Jahrhunderts. Flankiert wird die Gruppe von den Heiligen Bartholomäus und Laurentius. Die ursprünglich zum Altar gehörenden Statuen der Heiligen Florian und Barbara stehen jetzt auf Konsolen neben dem Altar.
Der linke Seitenaltar zeigt im Mittelbild Maria Verkündigung, umgeben von den Schnitzfiguren der Heiligen Johannes der Täufer und Josef mit Kind. Das Altarblatt des rechten Seitenaltars gibt Christus an der Martersäule wieder, daneben stehen die Apostelfürsten Petrus und Paulus.
Die Kanzel stammt aus dem dritten Viertel des 18. Jahrhunderts. Am Kanzelkorb sitzen die vier Evangelisten, Figuren vom Anfang des 18. Jahrhunderts. Am Schalldeckel sitzen drei Frauengestalten, die Symbole der christlichen Tugenden Glaube, Liebe und Hoffnung, mit Kreuz, brennendem Herz und Anker. Als weitere Konsolfiguren befinden sich im Langhaus ein heiliger Johannes Nepomuk und eine thronende Muttergottes.
An der Nordwand des Langhauses sind Grabsteine von 1831 eingemauert.